# Frederick Sherriff
Frederick George Sherriff (8 de março de 1889 – 31 de janeiro de 1943) foi um esgrimista britânico que participou dos Jogos Olímpicos de 1924 e de 1928, sob a bandeira da Grã-Bretanha.